# هرمان وایل
هرمان کلاوس هوگو وایل (به آلمانی: Hermann Klaus Hugo Weyl) (آلمانی: [vaɪl]؛ ۹ نوامبر ۱۸۸۵ – ۸ دسامبر ۱۹۵۵) از اعضای انجمن سلطنتی ریاضیدان، فیزیکدان نظری و فیلسوف آلمانی بود. اگرچه او بیشتر زندگی کاری خودرا در زوریخ (سوئیس) و سپس در پرینستون (نیوجرسی) گذراند، او را مرتبط با مکتب ریاضی دانشگاه گوتینگن که توسط داوید هیلبرت و هرمان مینکوفسکی ارائه شد، می دانند.
پژوهش‌های وی در فیزیک نظری و همچنین برخی رشته‌های ریاضی محض مانند نظریه اعداد از اهمیت بالایی برخوردار هستند. او یکی از تأثیرگذارترین ریاضیدانان قرن بیستم و همچنین از اعضای مهم مؤسسه مطالعات پیشرفته در سالهای نخستین تأسیس آن بود.
وایل آثاری فنی و عمومی در زمینه‌های فضا، زمان، ماده، فلسفه، منطق، تقارن و تاریخ ریاضیات منتشر نموده‌است. او از نخستین کسانی بود که به ترکیب نسبیت عام با قوانین الکترومغناطیس اندیشید.